# 因戈尔施塔特04足球俱乐部
因戈尔施塔特04足球俱乐部（德語：Fußball-Club Ingolstadt 04 e.V，簡稱FC Ingolstadt）是位於德國巴伐利亚州多瑙河沿岸的因戈尔施塔特的足球會。於2004年由當地兩支球隊「ESV因戈尔施塔特」（ESV Ingolstadt）及「MTV因戈尔施塔特」（MTV Ingolstadt）合併而成立。
其中俱樂部的股份自 2013 年 5 月起分別由俱樂部持有 80.06% 和Audi Sport GmbH 持有19.94%的股份。

## 球會近況
2004/05年球季，新合併的因戈尔施塔特在第四級的巴伐利亞州級聯賽中角逐，首季即獲得亞軍的成績。翌季更輕易贏取冠軍錦標賽及升級。2006/07年首季在地區聯賽南部賽區打拚獲得第五位，翌季奪得亞軍及升級德乙。2008/09年球季上半程排第12位，但歇冬後只錄得6和5負不勝的劣積，排名聯賽尾二，於2009年4月21日解僱主教練托尔斯滕·芬克（Thorsten Fink）。2014/15年球季獲得德乙冠軍升級至德甲。。
因戈爾施塔特在2015-16 賽季德甲
聯賽中排名第 11 ，但次年他們跌至第 17 位，並被降級至德乙。
在2018-19德乙賽季因戈爾施塔特以第16位作收，在升降級附加賽中，兩回合總比數4–4。韦恩威斯巴登憑藉作客入球優惠制勝出，並升入來季德乙，而因戈施塔特04則降入德丙。
在2019-20挑戰德乙升降級附加賽，兩回合總計3–3。最終纽伦堡憑藉作客入球優惠制，以致因戈爾斯塔特2020-21續留德丙。
在2020-21德丙賽季，因戈爾施塔特以第3位的成績再次挑戰升降級附加賽，首回合3-0完勝奥斯纳布吕克給了他們優勢進入第二回合。儘管次回合1-3負于對手，因戈爾施塔特靠著總比分4-3獲勝，晉級2021-22德乙賽季。

## 球會文化
因戈尔施塔特升上地區聯賽首季的平均觀眾人數為1,400人，翌季提升到2,250人。因戈尔施塔特當地居民對巴伐利亚州強豪拜仁慕尼黑及本地冰上曲棍球球隊「ERC因戈尔施塔特」（ERC Ingolstadt）更感興趣，因戈尔施塔特卻吸引到一群為數不多但非常嘈吵的蘇格蘭球迷。

## 綽號
因戈尔施塔特的綽號「Die Schanzer」來自因戈尔施塔特，解作挖戰壕人或守衛者。

## 球會榮譽
戈斯塔德04
- 德国足球乙级联赛冠軍：2015年
- 地區聯賽南部赛区亞軍：2008年
- 巴伐利亞州級聯賽冠軍：2006年
- 巴伐利亞州級聯賽亞軍：2005年

MTV戈斯塔德
- 巴伐利亞州級聯賽冠軍：1981年
- 南巴伐利亞全國聯賽冠軍：1966年、1969年、1977年

ESV戈斯塔德
- 巴伐利亞州級聯賽冠軍：1962年、1968年、1979年
- 南巴伐利亞全國聯賽冠軍：1984年
- 上巴伐利亞高級區級聯賽冠軍：1991年

## 著名球員
- （Heiko Gerber）
- （Andreas Neuendorf）

## 註腳
1. ↑  . 德国足球在线网站. 2009-04-22  [2009-04-23] （中文（简体））.[永久]

## 外部連結
- 因戈尔施塔特官方网站
- The Abseits Guide to German Soccer